# Tội tổ tông

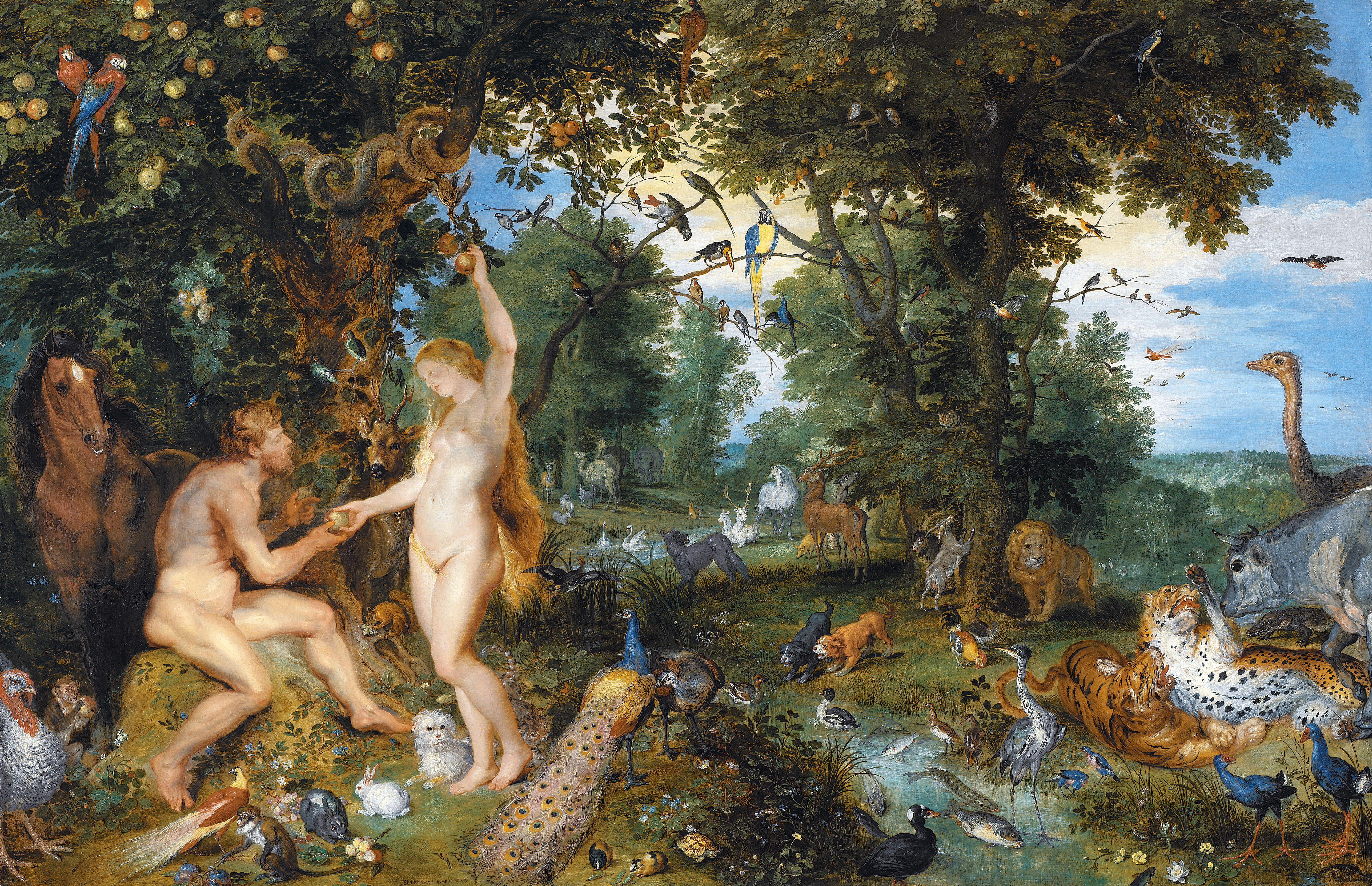
Miêu tả Adam và Eve trong Vườn Địa Đàng - Jan Brueghel the Elder và Pieter Paul Rubens vẽ

Tội Tổ Tông, hay còn gọi là Tội Nguyên Tổ, Tội Tổ Tông truyền, hoặc Nguyên Tội là một tín điều của Hội thánh Công giáo, ám chỉ đến tình trạng mắc tội ngay từ khi sinh ra của tất cả mọi người, xuất phát từ sự sa ngã của Adam do ăn trái cấm trong Vườn Địa Đàng,.
Khái niệm Tội Tổ Tông được ám chỉ đến lần đầu tiên vào thế kỷ thứ 2 do thánh Irênê, Giám mục thành Lugdunum xứ Gallia (Gaule), thuộc Đế quốc La Mã (nay là Lyon, Pháp) trong các tác phẩm của ông tấn công vào thuyết ngộ giáo. Các giáo phụ tiếp theo như Augustinô tiếp tục phát triển giáo lý này, dựa trên các thư của Thánh Phaolô Tông Đồ trong Tân Ước (Romans 5:12–21 và 1 Corinthians 15:22) và Thánh Vịnh 51 trong Cựu ước Psalm 51:5.

## Lịch sử phát triển

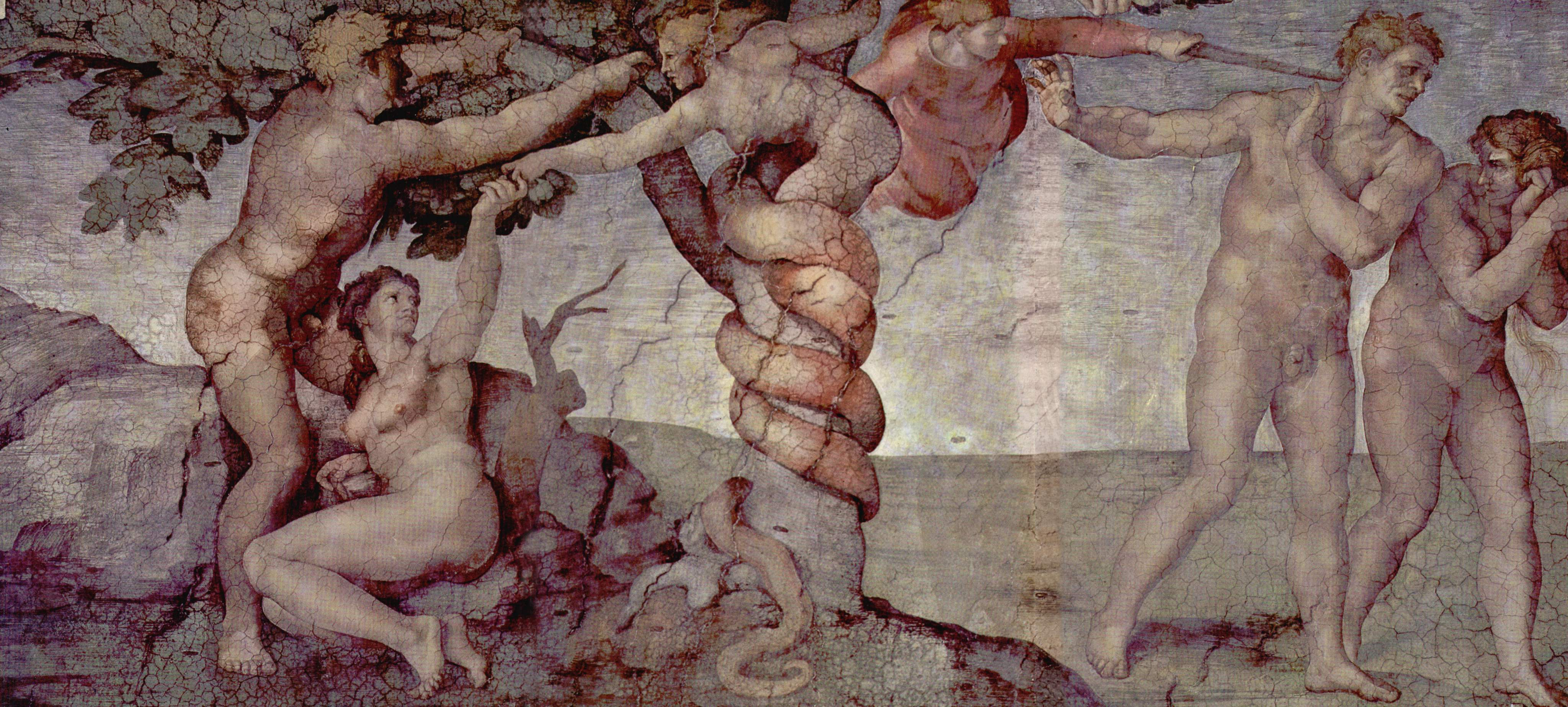
Tranh vẽ của Michelangelo về tội của Adam và Eve, trần nhà nguyện Sistina

Giáo thuyết về tội tổ tiên (προγονικὸν ἁμάρτημα), tức là tội của cha ông dẫn đến sự trừng phạt nơi con cái, được đề cập đến như một truyền thống trong tôn giáo Cổ Hy Lạp trong tác phẩm tấn công Ki-tô Giáo Λόγος Ἀληθής (Tín Điều Thật) của Celsus; trong đó Celsus trích dẫn từ "một thầy tế của Apollo hay Zeus" nói rằng "cối xay của các vị thần quay chầm chậm, sẽ đè đến cả con của con, và đến cả những đứa sinh sau đó." Ý tưởng về một nền công lý đến từ trời dưới dạng một sự trừng phạt tập thể cũng thường thấy ở Kinh Thánh Hebrew.
Ý tưởng Thiên Chúa cứu độ của thánh Phaolô dựa trên sự tương phản giữa tội lỗi của Adam và cái chết và sự sống lại của Chúa Giêsu. "Vì một người duy nhất, mà tội lỗi đã xâm nhập trần gian, và tội lỗi gây nên sự chết; như thế, sự chết đã lan tràn tới mọi người, bởi vì mọi người đã phạm tội". "Quả thế, như mọi người vì liên đới với A-đam mà phải chết, thì mọi người nhờ liên đới với Đức Ki-tô, cũng được Thiên Chúa cho sống."
Giáo lý về Tội Tổ Tông được phát triển một cách chính thức vào thế kỷ thứ 2 bởi Thánh Irênê, Giám mục Lyon, trong các tác phẩm của mình tấn công vào thuyết ngộ giáo. Irênê chống lại giáo thuyết phái này bằng quan điểm rằng sự Sa ngã là một bước đi sai lầm của Adam, mà, theo Irênê, các hậu duệ Adam đều có liên đới, trong bản tính con người và sự phụ thuộc lẫn nhau. Irênê nghĩ tội của Adam đã gây ảnh hưởng nghiêm trọng đến loài người, là nguồn gốc của cái chết, tội lỗi và sự làm tôi cho nó, và rằng mọi cá nhân đều tham gia vào tội của Adam và có phần trong đó.
Các giáo phụ ở Hy Lạp thì nhấn mạnh tới tầm vóc vũ trụ của sự Sa ngã, rằng kể từ nay mọi cá thể loài người đều bị sinh ra trong một thế giới sa ngã, nhưng họ luôn luôn tin rằng, cho dù sa ngã, con người vẫn được tự do lựa chọn thiện ác. Họ do đó không dạy rằng con người đã bị mất hết tự do và bị chôn vùi vào một tình trạng đồi bại tuyệt đối mà không thể thoát ra. Trong khoảng thời gian này các giáo thuyết về tình trạng đồi bại tuyệt đối và bản chất tội lỗi vốn đã của con người được loan truyền bởi các giáo sĩ ngộ giáo, và những tác giả Ki-tô Giáo chính thống phải rất vất vả mới chống lại được. Những người ủng hộ Ki-tô Giáo lý giải rằng, vì có Ngày Phán Xét, con người ắt hẳn phải có quyền lựa chọn để sống tốt.

### Augustinô

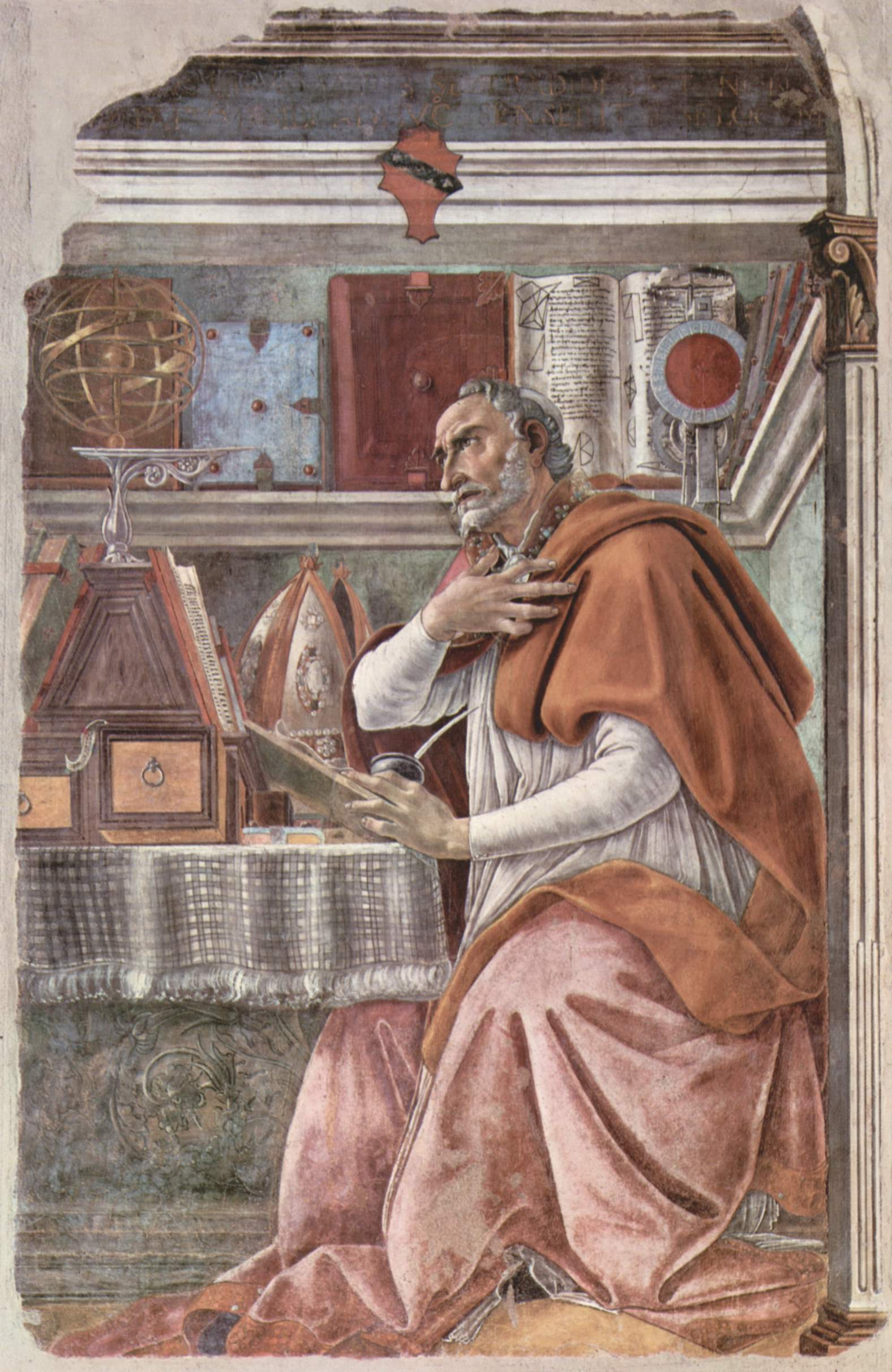
Augustine of Hippo wrote that original sin is transmitted by concupiscence and enfeebles freedom of the will without destroying it.

Thánh Augustinô (354–430) giảng rằng tội của Adam được truyền qua nhục dục, hay còn gọi là những "ham muốn có hại", dẫn đến việc con người trở thành một massa damnata, lao vào một vòng luẩn quẩn không bao giờ thoát. Tự do tư tưởng của con người vẫn cón, nhưng đã bị làm yếu đi rất nhiều. Khi Adam phạm tội, bản tính của con người từ đó cũng thay đổi. Adam và Eve, qua việc sinh sản, đã tạo ra bản tính của con người. Hậu duệ họ bây giờ sống trong tội lỗi, bị đè nén dưới nhục dục, một thuật ngữ Augustinô dùng theo ý nghĩa siêu hình chứ không phải tâm lý. Augustinô cho rằng nhục dục không phải là một thực thể mà là một điều xấu, tương tự như một vết thương. Ông thừa nhận rằng tính dục có thể cũng đã tồn tại nơi bản thể con người hoàn hảo trước đây trên thiên đàng, và nó chỉ trở nên nhục dục và bất tuân loài người sau khi con người bất tuân Thiên Chúa khi thực hiện Tội Tổ Tông. Trong quan điểm của Augustinô (có tên "Duy thực"), mọi con người với các căn tính của nó đều hiện diện nơi Adam khi ông ta phạm tội, và do đó tất cả mọi người đều có tội. Tội Tổ Tông, theo Augustinô, là tội của Adam mà tất cả mọi người bị thừa hưởng. Không phải do đã làm gì sai, mà là do bản chất của con người đã bị nhục dục làm hoen ố. Bị nhục dục chi phối, con người trở nên suy đồi ngay trong bản chất, không thể làm được điều thiện, không thể đáp lại tiếng Chúa nếu không được Chúa thương.
Augustinô phát triển các luận điểm của mình để phản ứng lại thuyết Tự thân. Thuyết này lý luận rằng con người đã có đủ khả năng, không cần sự trợ giúp của Thiên Chúa, để có thể sống tốt, và do đó phủ nhận tầm quan trọng của việc Rửa Tội và giáo huấn rằng Chúa là nguồn gốc của mọi điều tốt. Pelagius cho rằng tác động của Adam lên những con người khác đơn thuần chỉ giống như làm gương xấu. Augustinô phản bác lại rằng tội của Adam không truyền tới thế hệ sau theo như cách làm gương xấu, mà nằm ở chính sự sinh ra của thế hệ đó. Một bản tính loài người đã bị tổn thương của thế hệ trước được sao chép thông qua nhục dục và truyền sang cho thế hệ sau.

## Giáo lý Công giáo
Hội Thánh Công giáo dạy:

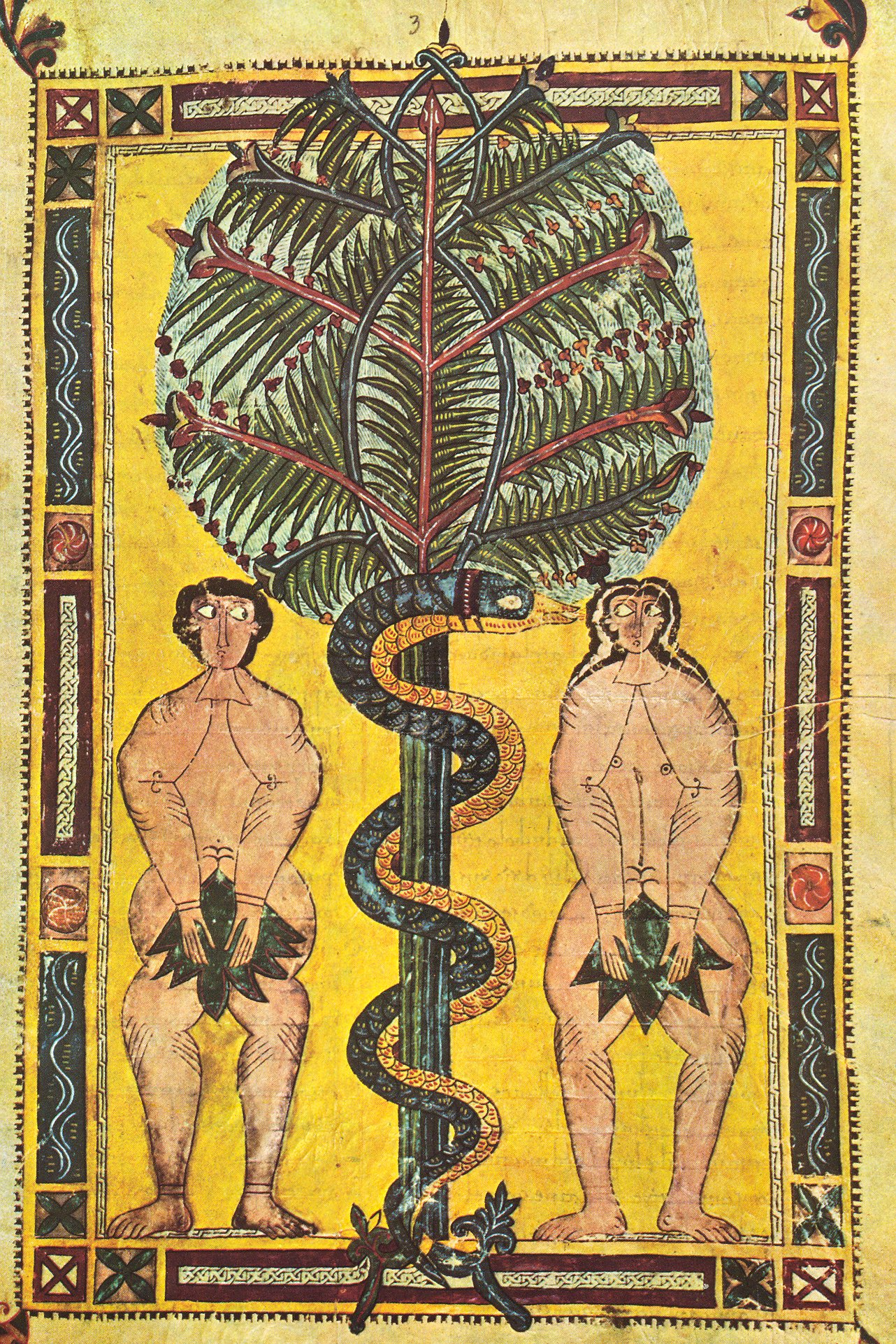
Illuminated parchment, Spain, circa AD 950–955, depicting the Fall of Man, cause of original sin

Ông Ađam, với tư cách là con người đầu tiên, vì tội của mình, đã đánh mất sự thánh thiện và công chính nguyên thủy mà ông đã lãnh nhận từ Thiên Chúa, không phải cho riêng mình ông nhưng cho tất cả mọi người.
Vì tội đầu tiên của họ, ông Ađam và bà Evà đã lưu truyền cho hậu duệ một bản tính nhân loại đã bị thương tật, nên đã mất đi sự thánh thiện và sự công chính nguyên thủy. Sự mất mát đó được gọi là "tội tổ tông".
Hậu quả của tội tổ tông là bản tính nhân loại bị suy yếu trong các sức lực tự nhiên của mình, u mê dốt nát, phải đau khổ, bị sự chết thống trị và hướng chiều về tội lỗi (sự hướng chiều này được gọi là "dục vọng").

Theo giáo lý của Hội Thánh Công giáo, mỗi một con người đều được dựng nên theo hình ảnh Thiên Chúa. Trong con người "tồn tại một khao khát mãnh liệt hướng về điều thiện vì được làm từ hình ảnh Thiên Chúa, nhưng cũng có xu hướng hướng về sự dữ do Tội Tổ Tông." Tuy nhiên, con người không "thừa hưởng" tội từ bất kỳ ai: "Tội tổ tông, mặc dầu truyền đến mỗi người, nhưng không hề mang tính cách một tội của bản thân nơi bất kỳ ai trong con cháu ông Ađam." Trái lại, cái mà ta thừa hưởng chính là cái bản tính con người sa ngã của mình. "Hậu quả của tội tổ tông là bản tính nhân loại bị suy yếu trong các sức lực tự nhiên của mình, u mê dốt nát, phải đau khổ, bị sự chết thống trị và hướng chiều về tội lỗi (sự hướng chiều này được gọi là "dục vọng")"
Do đó, Hội Thánh ban phép Rửa Tội để tha tội, kể cả cho trẻ em dù chúng chưa từng phạm tội riêng. Tội mà phép Rửa Tội tha chính là Tội Tổ Tông, và tội này bị mắc phải đơn thuần chỉ là bởi do sinh ra là con người. Sách Giáo lý của Hội Thánh Công giáo giải thích thêm: "Khi nghe theo Tên Cám Dỗ, ông Ađam và bà Evà đã phạm một tội cá nhân, nhưng tội đó ảnh hưởng đến bản tính nhân loại, một bản tính mà họ sẽ lưu truyền trong tình trạng đã sa ngã. Đó là một tội được lưu truyền cho toàn thể nhân loại qua việc sinh sản, nghĩa là qua việc lưu truyền một bản tính nhân loại đã mất sự thánh thiện và công chính nguyên thủy. Do đó, tội tổ tông được gọi là "tội" theo nghĩa loại suy: đó là một thứ tội con người bị "nhiễm" chứ không phải đã "phạm"; một tình trạng, chứ không phải một hành vi." "Đó là một tội mà chúng ta "vướng mắc" chứ không phải là một tội mà chúng ta vấp phạm; đó là tình trạng lúc chào đời chứ không phải là một hành vi cá nhân. Do sự thống nhất của toàn thể loài người, tội này được truyền lại cho con cháu của Ađam trong bản tính loài người.
Trong thần học Công giáo, Tội Tổ Tông được xem là một tình trạng mang tội, tức là một sự thiếu vắng tính thánh thiện và hoàn hảo, khác với tội thực là những tội mà người ta thực sự làm. "Tội tổ tông... không hề mang tính cách một tội của bản thân nơi bất kỳ ai trong con cháu ông Ađam"  Và mặc dù "vì tội tổ tông, ma quỷ đã có được một quyền thống trị nào đó trên con người" nhưng con người vẫn được tự do lựa chọn có đi theo nó hay không; "Con người vẫn còn tự do" 
Tín điều Đức Mẹ vô nhiễm nguyên tội dạy rằng Đức Mẹ Maria không bị nhiễm Tội Tổ Tông: "Rất Thánh Trinh Nữ Maria ngay từ lúc đầu tiên tượng thai, bởi ân sủng và đặc ân của Thiên Chúa toàn năng, trông vào công nghiệp của Đức Kitô Giêsu Đấng Cứu độ loài người, đã được gìn giữ tinh tuyền khỏi mọi vết nhơ của nguyên tội." Theo Tín điều trên, Đức Mẹ Maria là trường hợp ngoại lệ duy nhất không mắc phải Tội Tổ Tông.

## Sách tham khảo
- Brachtendorf, J. (1997). "Cicero and Augustine on the Passions" (PDF). Revue des Études Augustiniennes. Quyển 43. Paris: Institut d'études augustiniennes. tr. 289–308. Bản gốc (PDF) lưu trữ ngày 21 tháng 10 năm 2013. Truy cập ngày 23 tháng 2 năm 2016.
- Catechism, U.S. Catholic Church (2003). Catechism of the Catholic Church: with modifications from the Editio Typica (ấn bản thứ 2). New York: Doubleday. ISBN 978-0-385-50819-3.
- Kelly, J.N.D. (2000). Early Christian doctrines (ấn bản thứ 5). London: Continuum. ISBN 978-0-8264-5252-8.
- Cross, Frank Leslie; Livingstone, Elizabeth A., biên tập (2005). "Original sin". The Oxford dictionary of the Christian Church (ấn bản thứ 3). Oxford: Oxford University Press. ISBN 978-0-19-280290-3.
- Swedenborg, Emanuel (1749–56). Arcana Coelestia, Vol. 1 of 8. John F. Potts (trans.) (ấn bản thứ 2008). Forgotten Books. ISBN 978-1-60620-107-7.
- Trapè, Agostino (1987). S. Agostino, introduzione alla dottrina della grazia. Collana di Studi Agostiniani 4. Quyển I - Natura e Grazia. Roma: Nuova Biblioteca agostiniana. tr. 422. ISBN 88-311-3402-7.
- Turner, H.E.W. The patristic doctrine of redemption: a study of the development of doctrine during the first five centuries / by H.E.W. Turner (ấn bản thứ 2004). Eugene, Or.: Wipf & Stock Publishers. ISBN 978-1-59244-930-9.
- Wallace, A.J.; R. D. Rusk (2010). Moral transformation: the original Christian paradigm of salvation. New Zealand: Bridgehead Publishing. ISBN 978-1-4563-8980-2.
- Woo, B. Hoon (2014). "Is God the Author of Sin?—Jonathan Edwards's Theodicy". Puritan Reformed Journal. Quyển 6 số 1. tr. 98–123.